# Овечкино (селище, Зав'яловський район)
Ове́чкино (рос. Овечкино) — селище у складі Зав'яловського району Алтайського краю, Росія. Входить до складу Овечкинської сільської ради.

## Населення
Населення — 124 особи (2010; 168 у 2002).
Національний склад (станом на 2002 рік):
- росіяни — 93 %